# Bébés Disney

Logo de la série Disney Babies.

Les Bébés Disney (Disney Babies) sont une série de gags d'une page en bande dessinée basée sur un concept développé par Disney Consumer Products, vers 1985, pour créer une gamme de produits de consommation à destination des bébés, nommée Disney Baby. Elle est inspirée de la série Les Muppet Babies lancée en 1984.
Les bandes dessinées de cette série sont écrites par des auteurs américains pour le « Studio Program » (histoire en S) puis en France dès 1986 par François Corteggiani, Bélom, Gégé, Gen-Clo (Claude Chebille) et Claude Marin, qui en dessinera plus de 600. Elles présentent les personnages de Disney de l'univers de Mickey Mouse et de Donald Duck sous la forme de bébés. Les histoires d'origine américaine sont peu nombreuses et datent des années 1985-86 environ. Elles sont en pantomime (sans dialogues), à l'inverse des histoires françaises, qui seront publiées jusque dans les années 2000. Une version féminine de bébé Pat, "Patibulette" (personnage non associé à Gertrude), proposée par Claude Marin ne verra jamais le jour.
La série a débuté en France dans le numéro 1769 du Journal de Mickey paru le 21 mai 1986.
La série comprend les personnages, en version poupin, de :
- Mickey Mouse
- Minnie Mouse
- Donald Duck
- Daisy Duck
- Dingo
- Pluto
- Pat Hibulaire
- Gus Glouton
- Gontran Bonheur
- Géo Trouvetou